# Fessenheim-le-Bas
Fessenheim-le-Bas é uma comuna francesa na região administrativa de Grande Leste, no departamento Baixo Reno. Estende-se por uma área de 4,9 km². Em 2010 a comuna tinha 576 habitantes (densidade: 117,6 hab./km²).